# Японски език
Япо̀нският езѝк (на японски: 日本語 nihongo, [nihõŋɡo] ja-nihongo) е език, говорен от 127 милиона души главно в Япония, където той е националният език. Той е част от японската група езици, чиято връзка с други езикови групи, по-специално с корейския и с алтайските езици, е предмет на спорове.
Малко е известно за произхода на японския език и за времето на неговата поява в Япония. В китайски документи от 3 век са регистрирани няколко японски думи, но първите по-съществени японски текстове се появяват едва през 8 век. През периода Хеян (794 – 1185) китайският оказва силно влияние върху лексиката и фонологията на старояпонския. В късния среднояпонски (1185 – 1600) настъпват промени, които го доближават до съвременния език и се появяват първите европейски заемки. През 17 век стандартният диалект се измества от Кансай към района на Токио, а от средата на 19 век значително се засилва навлизането на европейски заемки.
Японският език е аглутинативен език с проста фонотактика, чиста система от гласни, фонемна дължина на гласните и съгласните и лексикално значимо музикално ударение. Обичайният словоред е подлог–допълнение–сказуемо, като специални частици маркират граматичната функция на думите, а структурата на изреченията е с актуално членение. Завършващи изречението частици служат за добавяне на емоционално или емфатично влияние или отбелязване на въпрос. Съществителните нямат граматичен род или число, не се използва членуване. Глаголите се спрягат, най-вече по време и залог, но не и по лице и число. Прилагателните в япоснския са винаги производни на глагол или съществително име. Използва се сложна система от учтиви глаголни форми и думи, отразяваща относителното социално положение на говорещия, слушателя и споменаваните лица.
Японският език няма генетична връзка с китайския, но в своята писмена система използва широко китайски логограми (канджи), а голяма част от речниковия фонд е заета от китайския. Наред с канджи японската писмена система използва и две сричкови писмености – хирагана и катакана. Латиницата се използва ограничено, например за чужди акроними, а за изписване на числа се използват арабски цифри, наред с традиционните китайски.

## Географско разпространение
Въпреки че японският език се говори основно в Япония, той е разпространен и в някои други страни. Преди и по време на Втората световна война, когато Япония контролира Корея, Тайван, част от континентален Китай, Филипините и много тихоокеански острови, много от местните жители в тази Велика източноазиатска сфера на взаимно процъфтяване научават японски, който е официалният език на империята. В резултат на това много възрастни хора в тези страни все още говорят японски.
В японските емигрантски общности по света, най-големи сред които са тези в Бразилия (1,4 милиона души) и Съединените щати (1,2 милиона души), понякога японският продължава да се използва като основен език. Около 12% от жителите на американския щат Хаваи говорят японски, като 12,6% от населението на щата е с японски произход. Други страни със значителни японски общности са Перу, Аржентина, Австралия (особено източните щати), Канада (особено Ванкувър, където 1,4% от жителите са с японски произход), Съединените щати (освен Хаваи значителна японска общност има и в Калифорния) и Филипините (най-вече в Давао и Лагуна).

## История

### Старояпонски език
Смята се, че общият предшественик на японския и рюкюйските езици е пренесен на островите от заселници от континента или от тихоокеанските острови в началото до средата на 2 век пр.н.е. (през периода Яйои). Те изместват местните жители от периода Джомон, говорещи езици, сред които е предшественикът на съвременния айнски. За японския от тази епоха е известно много малко – поради липсата на писменост за него няма преки свидетелства и единствен източник на сведения са реконструкции от по-късния старояпонски.
Старояпонският е най-старият етап от развитието на японския език, за който има преки свидетелства. С разпространението на будизма в Япония е пренесена и китайската писменост. Най-старите текстове, открити в Япония, са написани на класически китайски език, но е възможно те да са предназначени за четене на японски по метода канбун. В някои от тях личи влиянието на японската граматика, например в словореда (поставяне на сказуемото след допълнението и други). В тези хибридни текстове китайските логограми понякога се използват и фонетично, представяйки специфично японски частици.
„Коджики“, най-старият запазен текст, датира от началото на 8 век и е написан изцяло с китайски логограми. Краят на старояпонския съвпада с края на периода Нара през 794 година. Старояпонският използва писмената система маньогана, в която канджи имат и фонетична, и семантична функция. Тя дава възможност за реконструиране на 88 отделни старояпонски срички. Текстовете на маньогана използват по два различни символа за сричките き (ki), ひ (hi), み (mi), け (ke), へ (he), め (me), こ (ko), そ (so), と (to), の (no), も (mo), よ (yo) и ろ (ro). Тъй като „Коджики“ съдържа 88 срички, но всички следващи текстове – само по 87, се смята, че разграничението между двата варианта на も (mo) изчезва малко след съставянето на „Коджики“. В ранния среднояпонски период първоначалните срички намаляват до 67, но от друга страна, под китайско влияние навлизат някои нови.
Наличието на повече срички в старояпонския е основа на хипотезата, че неговата система от гласни е по-сложна от тази на съвременния японски и че може би съдържа до осем гласни. Според Шинкичи Хашимото допълнителните срички в маньогана се образуват заради разлики между техните гласни. От това следва, че старояпонският има система от осем гласни – за разлика от петте в съвременния японски – като броят на гласните трябва да е намалял преди въвеждането на хирагана и катакана в началото на 9 век. Според този възглед осемте гласни на древния японски наподобяват гласните в уралските и алтайските езици. В същото време не е напълно сигурно, че разликата в сричките се дължи на разлика в гласните, а не в съгласните, като въпросът продължава да бъде предмет на спорове.
В старояпонския липсва звука /h/, като на негово място е използван /ɸ/ (запазен в съвременния /ɸɯ/), който е реконструиран до по-ранно /*p/. В маньогана има също и символ за дифтонга /je/, който към края на периода се слива с /e/.
В съвременния японски са запазени няколко остатъка от старояпонската граматика – в отделни думи са запазени частицата за родителен падеж つ (tsu) (заменена в съвременния език с の (no) и фреквентативната наставка る (ru), а частицата за родителен падеж, が (ga), се използва в умишлено архаизирана реч.

### Среднояпонски език
Ранният етап на среднояпонския, наричан също класически японски, е езикът на периода Хеян (794 – 1185). Неговата фонология е силно повлияна от китайския – дължините на звуците стават фонемни както при съгласните, така и при гласните – и се появяват поредици от лабиализирани и палатализирани съгласни. През 11 век междугласнения звук /ɸ/ се слива с /w/. В края на този етап атрибутивната форма постепенно започва да измества неспрегнатата форма при глаголите, за които има обособени такива форми.
Късният среднояпонски се отнася към времето между 1185 и 1600 година и обикновено се разделя на два подеатапа, съответстващи приблизително на историческите периоди Камакура и Муромаши. Среднояпонският от края на периода е първият вариант на езика, засвидетелстван и в чуждестранни източници – от йезуитските и францисканските мисионери. По тази причина фонологията на късния среднояпонски е по-добре документирана от предходните етапи на развитие на езика. В късния среднояпонски за пръв път се появяват и заемки от европейски езици, главно от португалски.
Наред с другите фонетични изменения в късния среднояпонски съчетанието /au/ се слива в /ɔː/, за разлика от /oː/, отново е въведен звукът /p/ под влияние на китайския, а /we/ се слива с /je/. Започват да се появяват и някои форми, типични за съвременния японски – продължителната завършваща частица て (te) започва да се слива с глагола, отпада звукът /k/ в крайната сричка на прилагателните. Съществуват и отделни форми, присъстващи в среднояпонския, но заменени в съвременния език с по-ранни.

### Новояпонски език
За начало на новояпонския език се приема началото на периода Едо. Още от старояпонския период книжовният японски се основава на диалекта на Кансай, най-вече на този в Киото. През периода Едо днешният град Токио се превръща в най-важния политически и културен център в страната и местният диалект става основа на книжовния език.
От края на самоналожената изолация на Япония от света през 1853 година значително се усилва навлизането на заемки от европейските езици във времето след Втората световна война – главно от английски, като голяма част от тях са свързани с техниката. Поради големия брой английски заемки, навлезли в езика, в новояпонския се развива разграничението между звуците /tɕi/ и /ti/, както и между /dʑi/ и /di/, като вторите се срещат само в заемки.

## Граматика
Японският е аглутинативен, синтетичен, основан на мори език с проста фонотактика, изчистена система от гласни, фонемна дължина на гласните и съгласните, както и лексикално значимо музикално ударение. Словоредът е обикновено подлог–допълнение–сказуемо, като се използват частици за отбелязване на граматическата функция на думите, а строежът на изречението е тема–коментар. Частици в края на изреченията се използват за емоционално въздействие, да подчертаят нещо или за образуване на въпроси. Съществителните не се менят по число или род, а граматически членове няма. Глаголите се спрягат, основно по време и залог, но не и по лице. Прилагателните също се спрягат. Японският се отличава със сложна хоноративна система с глаголни форми и лексика, които показват относителното социално положение на говорещия, слушащия и споменатите лица.
Много от особеностите на японския го разграничават от повечето европейски езици.
Първата черта на японската граматика, която я отличава съществено от повечето европейски езици, е словоредът. В повечето европейски езици нормалният словоред е ПСД (подлог–сказуемо–допълнение): „Иван чете книга“, „John is reading a book“ и т.н. В японския език словоредът е ПДС (подлог–допълнение–сказуемо): 太郎は本を読む。(たろうはほんをよむ Tarō wa hon wo yomu), буквално: „Таро книга чете“. Трябва да се отбележи, че също така за разлика от повечето европейски езици този словоред се спазва много стриктно, тъй като промяната му съществено променя значението на фразата. Например: 太郎が読む本 (たろうがよむほん Tarō ga yomu hon), буквално „Таро чете книга“, всъщност означава „Книгата, която Таро чете“.
Следващата разлика от повечето европейски езици е, че японският език има не предлози, а следлози (черта, характерна за всички езици с ПДС словоред). Например:
- に (ni): „в“, „на“, „през“ (за време и/ли място) и др.: 8時に (hachi-ji ni) – в осем часа, 日本に[住む] (Nihon ni [sumu]) – [живея] в Япония;
- へ (e): „в“, „към“ (за посока на движение) и др.: 日本へ[行く] (Nihon e [iku]) – [отивам] в Япония;
- と (to): „с/ъс“: マリアと (Maria to) – с Мария;
- で (de): „с/ъс“ (за средство) и др.: 車で[行く] (kuruma de [iku]) – [отивам] с кола.

## Речник
В етимологичен план думите в японския език могат да бъдат разделени на три пласта:
- 和語 (wago) – това е пластът от собственояпонски думи в японския език. Той е най-стар от трите и съставя около 37% от речниковия запас на японския език. Характерно за думите от този пласт е, че нямат никакви морфеми от чужд произход. Друг отличителен белег на тези думи е, че никога не започват със звучна съгласна или със звуковете „п“ и „р“. Повечето глаголи и т.нар. „i-прилагателни“ (спрегаеми прилагателни, които в определителна позиция завършват на い (i) попадат в този пласт). Например: 飲む (nomu) – „пия“ и 楽しい (tanoshii) – „забавен“. Също и съществителни като 雨 (ame) – „дъжд“ или 人 (hito) – „човек“.
- 漢語 (kango) – т.нар. „китайска лексика“. Този пласт се появява в японския език с навлизането на китайските йероглифи. Представлява около 47% от японския речников запас. Думите в него са съставени от онните четения на йероглифите и много от тях са изобретени в Япония. Поради тази причина тези думи реално не съществуват в китайския език, макар и традиционно да са наричани китайски по произход. Такава дума е например 社会 (shakai) – „общество“. Този лексикален пласт е съставен основно от съществителни и т.нар. „na-прилагателни“ (прилагателни, които сами по себе си не са спрегаеми, а използват копула; освен това, когато са в определителна позиция, завършват с частицата な (na). Често в японския език думи от собственояпонски произход съвпадат по значение с думи от „китайски произход“. Например: 車 (kuruma) – букв. „кола“ (японски произход) и 自動車 (jidōsha) – „автомобил“ (китайски произход). В тези случаи думите с китайски произход се считат за по-официални, докато собственояпонските – за по-разговорни. В този пласт попадат и думи от корейски произход. Напр. 寺 (tera) – „будистки храм“.
- 外来語 (gairaigo) – чужди думи. Думи, които нямат китайски, корейски или айну произход. Съставят около 16% от речниковия запас на съвременния японски. Навлизат в японския от европейските езици. Първите подобни думи се появяват още през 16 век с пристигането на първите европейци в Япония. По това време най-много са думите от португалски и холандски произход. От 19 век насам най-много думи навлизат от английския. Днес те са най-многобройни в този пласт. Езиците с най-силно присъствие в този лексикален пласт и някои от думите навлезли от тях са:

1. Португалски: パン (pan, от старопорт. pan) – „хляб“;
2. Нидерландски: コップ (koppu, от нидерл. kop) – „чаша“;
3. Английски: カメラ (kamera, от англ. camera) – „фотоапарат“, メモ (memo) – „бележка“;
4. Немски: アルバイト (arubaito, от нем. Arbeit) – „почасова работа“;
5. Френски: ズボン (zubon, от фр. jupon) – „панталон“.

По части на речта японският речник е разделен на:
- Съществителни имена (名詞 meishi) – 82,38%;
- Глаголи (動詞 dōshi) – 9,09%;
- Прилагателни имена (形容詞 keiyōshi) – 3,48%;
- Други – 5,05%.

## Писменост
Японската писменост официално се нарича 漢字仮名交じり文 (kanji kana majiribun), т.е смесена писменост от канджи (漢字 kanji, китайски йероглифи) и сричкови букви (仮名 kana). Терминът кана е надреден на термините хирагана (平仮名) и катакана (片仮名), с които се означават двата варианта на сричковата азбука. В съвременния си вид японската писменост се оформя след правописната реформа от 1946 г. В резултат на тази реформа хирагана измества катакана, чиято сфера на употреба се ограничава значително – главно за записване на чужди думи.

### Канджи
Според японските хроники навлизането на йероглифното писмо се отнася към края на 4 и началото на 5 век, когато от кралство Пекче пристига кореецът Уани и донася известния списък от 1000 йероглифа, наречен „Сенджимон“ (千字文 Senjimon). Чак до началото на 20 век този списък е служел като уводен курс в йероглифната писменост. Докато графичната форма на китайските йероглифи след навлизането им в Япония изобщо не се променя, а в повечето случаи не се променя и тяхното значение, в звуковата форма (четенето на йероглифите) промените са значителни.

#### Джион
Навлизането на китайските йероглифи и адаптирането им към особеностите на японския език е било съпроводено със съществени промени в техните звукови стойности. Приспособените към японската фонетика четения на китайските йероглифи се наричат „джион“ (字音 jion) или „звуково четене“ (音読み on-yomi). За тяхното записване в йероглифните речници често се използват катакана или главни букви от латиницата.
Повечето онни четения не се употребяват самостоятелно, а заедно с други такива четения образуват сложни думи от китайски тип, наречени канго (漢語 kango). Има обаче и някои изключения. Така думата hon („книга“) е китайското четене на йероглифа 本, който има значения „книга“, „основа“, „този“, „основен“. Йероглифът 栓 има четене sen, което се употребява и в съчетания, и самостоятелно със значение „тапа“, „кран“.

#### Джикун
Макар и приспособени към японската фонетика, китайските четения на йероглифите са били неразбираеми за японците, а това означава, че неразбираем е бил и самият графичен знак. За да стане ясно значението на йероглифа, то е трябвало да бъде преведено на японски език. Това ставало чрез японска дума, съответстваща най-точно на значението на съответния йероглиф. По този начин възникнало четенето наречено „джикун“ (字訓 jikun) или „инструкционно четене“ (訓読み kun-yomi). Така например към йероглифа 東 („изток“) били добавени японските думи за това понятие higashi и azuma. В йероглифните речници кунното четене обикновено се предава с хирагана или малки букви на латиницата.
По-долу са показани някои от най-често използваните йероглифи, тяхното произношение, обозначено на латиница, и значението им на български:
| 人    | 木    | 本              | 山      | 川   | 日          | 月          | 子     | 男    | 女   | 水   | 火   | 花    | 目  | 耳   | 心     |
| hito  | ki    | hon             | yama    | kawa | hi, nichi   | tsuki       | kodomo | otoko | onna | mizu | hi   | hana  | me  | mimi | kokoro |
| човек | дърво | книга; източник | планина | река | слънце; ден | луна; месец | дете   | мъж   | жена | вода | огън | цвете | око | ухо  | сърце  |

Разбира се, има и много по-сложни йероглифи:
鼻 (hana) – „нос“, 鶴 (tsuru) – „жерав“, 驚 (odoroku) – „изненадвам“, „стресвам (се)“.
Произношение: По-горе показаните (с едно-две изключения) са традиционните японски произношения или така нареченото инструкционно четене (訓読み). С навлизането на китайските йероглифи обаче много често китайското произношение се е запазило (разбира се, нагодено към японската фонетика). Това произношение се нарича звуково четене (音読み). Огромното количество йероглифи в зависимост от случая могат да бъдат произнасяни както с китайското си, така и с японското си четене, като преобладаващото (но съвсем не стопроцентово) правило е, че китайското четене се използва в съставни думи от два и повече йероглифа. Макар и малко на брой, има йероглифи, изобретени в Япония поради липса на подходящи. Такъв пример е:
働 (hataraku) – „работя“. Той е съставен чрез обединението на йероглифите за „човек“ 人 и „движение“ 動.

### Кана
Освен йероглифната система, описана накратко по-горе, съществуват две сричкови азбуки: хирагана и катакана. По звуков състав те са идентични – разликата е единствено в тяхната употреба. И двете азбуки са създадени на базата на опростено или стилизирано изписване на йероглифи. Например символът あ (а) от хирагана е произлязъл от йероглифа 安 (an) – „сигурност“, а символът ア (а) от катакана е опростен вариант на йероглифа 阿 (а), често срещащ се например във фамилни имена. Символите от хирагана изглеждат по-заоблени, а тези от катакана – по-„ръбати“. И трите (хирагана, катакана и канджи) може да се пишат по два начина: хоризонтално (от ляво надясно в посока надолу при повече от един ред) или вертикално (от горе надолу в посока надясно при повече от един ред).

#### Хирагана
Хирагана (вж. картинката вдясно) се използва главно за изписване на граматични компоненти. Например, в думата 見た (mita – „видях“) йероглифът 見 (mi) представлява коренът на глагола 見る (miru – виждам), а символът от хирагана た (ta) е глаголно окончание за образуване на минало време (okurigana). Всички частици, съюзи, следлози и пр. също се изписват с хирагана, както и някои типични японски думи, за които не са въведени йероглифи.
Символът を ([w]o), макар и формално да попада в реда w- на таблицата и да би следвало да се чете /wo/, на практика се произнася /o/ и се използва само с граматична функция – като следлог на прякото допълнение. Символите は (ha) и へ (he), когато са употребени в граматичните си функции (съответно тематичен индикатор и следлог за посока на движение), се произнасят съответно /wa/ и /e/. В хирагана се съдържат 46 знака (йероглифа), изразяващи 46 различни звука. Могат да се пишат изречения само на хирагана. За да се разшири фонетично хирагана (съответно и катакана), след съответния знак се изписват т.нар „дактен“ (или също „тентен“). Те представляват две чертички или кръгче, поставени съответно в горния десен ъгъл непосредствено след знака. Така се променя произношението на съответния знак, като чертичките озвучават беззвучните съгласни, а кръгчето се използва само при колоната h-, като ги превръща в p-.

#### Катакана
Катакана е била измислена преди хирагана и през известен период от време е изпълнявала и нейните функции. Понастоящем катакана се използва главно за изписване на заемки и чуждици, както и на чуждестранни наименования на страни, градове, имена на хора и т.н. Освен това катакана се използва и за изписване на междуметия, както и за обозначаване на натъртено произношение на определена дума. Катакана се използва и за записване на имената на растителни и животински видове, чието изписване с йероглифи би представлявало трудност.
Например: プリンター (purintā) – „принтер“, タバコ (tabako) – „цигари“, テーブル (tēburu от англ. table) – „маса“, ブルガリア (Burugaria) – България, アメリカ (Amerika) – Америка или най-често САЩ, イギリス (Igirisu) – Великобритания, ソフィア (Sofia) – София, ロンドン (Rondon) – Лондон, ジョージブッシュ (Jōji Busshu) – Джордж Буш, フリスト·ストイチュコフ (Furisuto Sutoichukofu) – Христо Стоичков, ワンワン (wanwan) – „бау-бау“.

##### Допълнение
Към катакана има добавени няколко символа, използвани за обозначаване на звуци, чужди на японската фонетика. Най-широко разпространеният е ヴ, използван за v (българско „в“) в думи като イヴァン (Ivan) – Иван, ヴァイオリン (vaiorin от англ. violin) – „цигулка“ и др. Също така в катакана са допустими нетрадиционни съчетания от символи за изразяване на срички, които не се срещат в традиционните японски думи: フォ (fo), ティ (ti), チェ (che) и др. Дадените примери са приети като допълнения към официалната японска писмена система, но формално те не са част от нея. Например, чужденец, получил японско гражданство, трябва да промени името си, използвайки канджи, хирагана и/или катакана, но запазването например на символа ヴ е недопустимо.

### Романизация (Ромаджи)
Ро̀маджи (ローマ字 rōmaji, букв. „римски знаци“) е японското наименование на латинската азбука. Макар и по-рядко, употребява се още и терминът ratenmoji (ラテン文字) – „латински букви“. Латиницата е призната за официална азбука наред с трите традиционни писмени системи, но ролята ѝ в японските текстове е само помощна. Използва се основно за съкращения на някои чужди думи – например мерки (cm, km, kg), имена (EU, NATO) и други (CD, DVD).
Съществуват няколко системи за транскрибиране/транслитериране от японски език на латиница:
- Хепбърнова латиница (ヘボン式 Hebon shiki);
- Японска латиница (日本式 Nihon-shiki или Nippon-shiki) (ISO 3602);
- Японска държавна латиница (訓令式 Kunrei-shiki) (ISO 3602:1989);
- JSL, система, въведена от Елинор Джорден в книгата Japanese: The Spoken Language (1987);
- Вапуро (ワープロ ローマ字 Wāpuro rōmaji), или система за писане в текстови редактори с латиница, която се преобразува в кана (ローマ字かな変換 Rōmaji kana henkan), букв. „преобразуване на латиница в кана“).

В редки случаи в официални документи може да се срещне японска държавна латиница (Kunrei-shiki), но на практика за изписване на японски имена и думи на латиница най-често се употребяват различни варианти на Хепбърновата система.

### Кирилизация

#### Система на Поливанов
Японска езикова кирилица, разработена от руския ориенталист Евгений Дмитриевич Поливанов през 1917 г. Системата на Поливанов е най-разпространената версия на писането на японски думи на кирилица, но в допълнение към това се използват алтернативни методи за запис. Понякога системата на Поливанов се нарича „росиядзи“, „россиядзи“ или (не-лингвисти) „киридзи“, по аналогия с romaji – латинската система за транслитерация на японски думи.